# Sarcophila latifrons
Sarcophila latifrons is een vliegensoort uit de familie van de dambordvliegen (Sarcophagidae). De wetenschappelijke naam van de soort is voor het eerst geldig gepubliceerd in 1817 door Carl Fredrik Fallén.